# Guthrie (Kentucky)
Guthrie is een plaats (city) in de Amerikaanse staat Kentucky, en valt bestuurlijk gezien onder Todd County.

## Demografie
Bij de volkstelling in 2000 werd het aantal inwoners vastgesteld op 1469.
In 2006 is het aantal inwoners door het United States Census Bureau geschat op 1446, een daling van 23 (-1,6%).

## Geografie
Volgens het United States Census Bureau beslaat de plaats een oppervlakte van
3,5 km², geheel bestaande uit land. Guthrie ligt op ongeveer 185 m boven zeeniveau.

## Plaatsen in de nabije omgeving
De onderstaande figuur toont nabijgelegen plaatsen in een straal van 20 km rond Guthrie.

## Geboren
- Robert Penn Warren (1905-1989), dichter, schrijver en literatuurcriticus